# Ultra Orange
 (mars 2015).
Si vous disposez d'ouvrages ou d'articles de référence ou si vous connaissez des sites web de qualité traitant du thème abordé ici, merci de compléter l'article en donnant les références utiles à sa vérifiabilité et en les liant à la section « Notes et références ».
Ultra Orange est un groupe de rock français dont les membres sont originaires de Paris et de Bretagne.

## Formation
Ultra Orange possède une formation à géométrie variable autour de Pierre Émery, chanteur et compositeur. Pierre Émery (ou Suspense) (chant/guitare) fonde Ultra Orange en 1993 après diverses formations (The Cherokees / Suspense Rubberband).
À ses origines, Ultra Orange est une formation expérimentale avec un DJ du nom de Julien Leprovost. En 1995, Pierre Émery intègre au groupe Gil Lesage (voix parlée /larseneuse) et forme un duo, à la vie comme à la scène.
Gil représente une sorte de happening sonique grâce à sa guitare larseneuse (instrument customisé à deux cordes aux sonorités distordues avec un grand nombre de pédales d'effets).  

## Histoire
Au début des années 1990, Ultra Orange est une formation expérimentale, avec un DJ et trois guitares électriques. Le groupe a une démarche autant conceptuelle et artistique que purement musicale. Les rythmiques enregistrées sur vinyle sont passées par le dee jay / Julien Leprovost, guitare / voix Pierre « Suspense » Émery, larsens / Gil Lesage, guitare / Chris Borca et Chris Sanchez.
En 1996, le groupe sort un premier single Hippy Punky produit par Yarol Poupaud et enregistré à l'Hôpital éphémère (Paris). L'album sort chez Barclay.
À partir des années 2000, le groupe reprend une formation plus classique avec batterie. Il s'ensuit la sortie de leur album Snow White en 2001 et Seven Lonely Girls en 2002.
En 2006, Pierre Emery et Gil Lesage rencontrent l'actrice Emmanuelle Seigner sur un tournage. De cette rencontre débouche une collaboration : Emmanuelle remplace Pierre au chant le temps d'un album écrit et réalisé par celui-ci, donnant naissance de manière éphémère à Ultra Orange & Emmanuelle (en). L'album du même nom sort chez RCA en mars 2007,.

## Membres

### Actifs
- Gil Lessage - chant
- Pierre Émery - chant, guitare

### Anciens membres
- Chris Sanchez - guitare
- Julien Leprovost - DJ
- Emmanuelle Seigner - chant

## Discographie
| Année | Album                     |
| ----- | ------------------------- |
| 1996  | Peep show 3000            |
| 2001  | Snow white                |
| 2003  | Seven lonely girls        |
| 2007  | Ultra Orange & Emmanuelle |
| 2024  | Palindrome Fantôme        |